# تاوان تولگوی
تاوان تولگوی (به لاتین: Tavan Tolgoi) یک منطقهٔ مسکونی در مغولستان است.